# 27 هـ
27 هـ هي سنة في التقويم الهجري امتدت مقابلةً في التقويم الميلادي بين سنتي 647 و648.

## أحداث
- فتح أفريقيا

## مواليد
- عبد العزيز بن مروان
- الفقيه عطاء بن أبي رباح.

## وفيات
- أبو ذؤيب الهذلي الشاعر بمصر منصرفا من إفريقية، وقيل : بل مات بطريق مكة في البادية، وقيل : مات ببلاد الروم، وكلهم قالوا : مات في خلافة عثمان.
- أبو رمثة البلوي بإفريقية، له صحبة.
- حفصة بنت عمر بن الخطاب زوج النبي - صلى الله عليه وسلم -، وقيل : ماتت سنة إحدى وأربعين، وقيل : سنة خمس وأربعين.